# Жеђ (филм из 1969)
„Жеђ” је југословенски ТВ филм из 1969. године. Режирао га је Јоаким Марушић а сценарио је написао Крешо Новосел по истоименој приповетки Иве Андрића.

## Улоге
| Глумац             | Улога      |
| ------------------ | ---------- |
| Слободан Алигрудић | Приповедач |
| Вања Драх          | Жандар     |
| Ива Марјановић     | Жена       |
| Угљеша Којадиновић | Човек      |